# Генкінсон (Північна Дакота)
Генкінсон (англ. Hankinson) — місто (англ. city) в США, в окрузі Ричленд штату Північна Дакота. Населення — 921 особа (2020).

## Географія
Генкінсон розташований за координатами 46°4′18″ пн. ш. 96°53′31″ зх. д. / 46.07167° пн. ш. 96.89194° зх. д. (46.071650, -96.891843).  За даними Бюро перепису населення США в 2010 році місто мало площу 4,13 км², уся площа — суходіл. В 2017 році площа становила 4,85 км², з яких 4,81 км² — суходіл та 0,04 км² — водойми.

## Демографія
Згідно з переписом 2010 року, у місті мешкало 919 осіб у 406 домогосподарствах у складі 228 родин. Густота населення становила 223 особи/км².  Було 501 помешкання (121/км²).
Расовий склад населення:
| - 93,8 % — білих - 3,7 % — корінних американців - 0,1 % — вихідців з тихоокеанських островів |

До двох чи більше рас належало 1,8 %. Частка іспаномовних становила 2,8 % від усіх жителів.
За віковим діапазоном населення розподілялося таким чином: 20,6 % — особи молодші 18 років, 52,6 % — особи у віці 18—64 років, 26,8 % — особи у віці 65 років та старші. Медіана віку мешканця становила 48,2 року. На 100 осіб жіночої статі у місті припадало 98,9 чоловіків;  на 100 жінок у віці від 18 років та старших — 94,1 чоловіків також старших 18 років.
Середній дохід на одне домашнє господарство  становив 57 812 долари США (медіана — 47 721), а середній дохід на одну сім'ю — 72 308 доларів (медіана — 69 286). Медіана доходів становила 50 982 долари для чоловіків та 27 135 доларів для жінок. За межею бідності перебувало 16,1 % осіб, у тому числі 29,5 % дітей у віці до 18 років та 18,5 % осіб у віці 65 років та старших.
Цивільне працевлаштоване населення становило 495 осіб. Основні галузі зайнятості: освіта, охорона здоров'я та соціальна допомога — 24,4 %, будівництво — 12,5 %, роздрібна торгівля — 11,5 %, мистецтво, розваги та відпочинок — 11,3 %.